# Triméthylsilylpropanoate de sodium deutéré
Le triméthylsilylpropanoate de sodium deutéré (TSP-d4) est un composé chimique de formule (CH3)3Si–CD2–CD2–COONa. Il s'agit du sel sodique de l'isotopologue de l'acide triméthylsilylpropanoïque (CH3)3Si–CH2–CH2–COOH dont les atomes d'hydrogène H des deux groupes méthylène –CH2– sont remplacés par du deutérium D, un isotope stable de l'hydrogène. Il est utilisé comme référence interne en spectroscopie RMN pour les solvants aqueux tels que l'eau lourde D2O.